# 7134 Ikeuchisatoru
7134 Ikeuchisatoru (1993 UY) là một tiểu hành tinh vành đai chính được phát hiện ngày 24 tháng 10 năm 1993 bởi T. Kobayashi ở Oizumi.